# فرديناند شوبرت
فرديناند شوبرت (بالألمانية: Ferdinand Schubert)‏ هو عازف الأرغن وملحن نمساوي، ولد في 18 أكتوبر 1794 في فيينا في النمسا، وتوفي بنفس المكان في 26 فبراير 1859.